# Cycas debaoensis
Espèce
Statut de conservation UICN

 CR B2ab(i,ii,iii,iv,v) : 
En danger critique
 IUCN3.1
Cycas debaoensis est une espèce de plantes de la famille des Cycadaceae endémique de la région du Guangxi en Chine. Elle pousse dans des endroits ensoleillés à des altitudes de 700 à 1 000 m . Elle est étroitement apparentée à Cycas multipinnata.

## Description
Cycas debaoensis a un tronc en majorité souterrain, qui ne montre, au plus, que 70 cm au-dessus du sol. Les feuilles sont tripennées avec des épines le long du rachis, elles sont vert foncé, lustrées, et peuvent atteindre la taille étonnante de 2 à 3 m de long. Les 30 à 50 folioles mesurent 50 cm de long, elles sont divisées en de nombreuses foliolules, donnant à la feuille une apparence très buissonnante. C. debaoensis pousse sur des pentes abruptes en sol calcaire dans des forêts de feuillus et de persistants. Les graines sont vertes, jaunes ou brunes, 3–4 cm de diamètre ,.

## Distribution
Ce cycas est l'un des plus menacés de Chine, car limité à une très petite zone (environ 20 ha) .
Cycas debaoensis se trouve dans :
- Fuping Village 扶平村 dans le comté de Debao
- près de Dingye 定业乡 dans le comté de Napo
- près de Banshui 泮水乡 dans la ville de Baise
- près de Gula 谷拉乡 dans le comté de Funing